# Quercus pontica
Quercus pontica là một loài thực vật có hoa trong họ Cử. Loài này được K.Koch miêu tả khoa học đầu tiên năm 1849.

## Hình ảnh

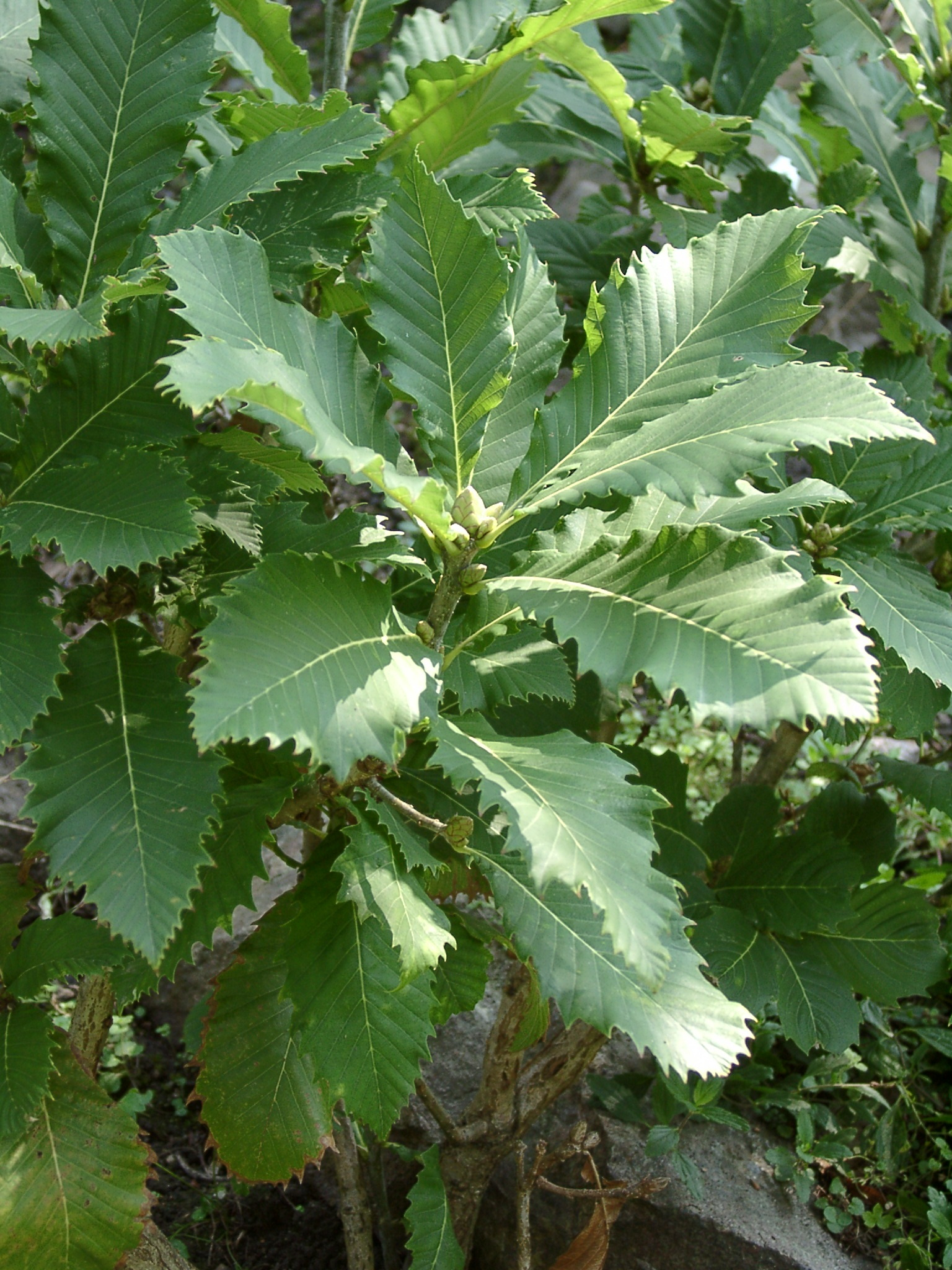
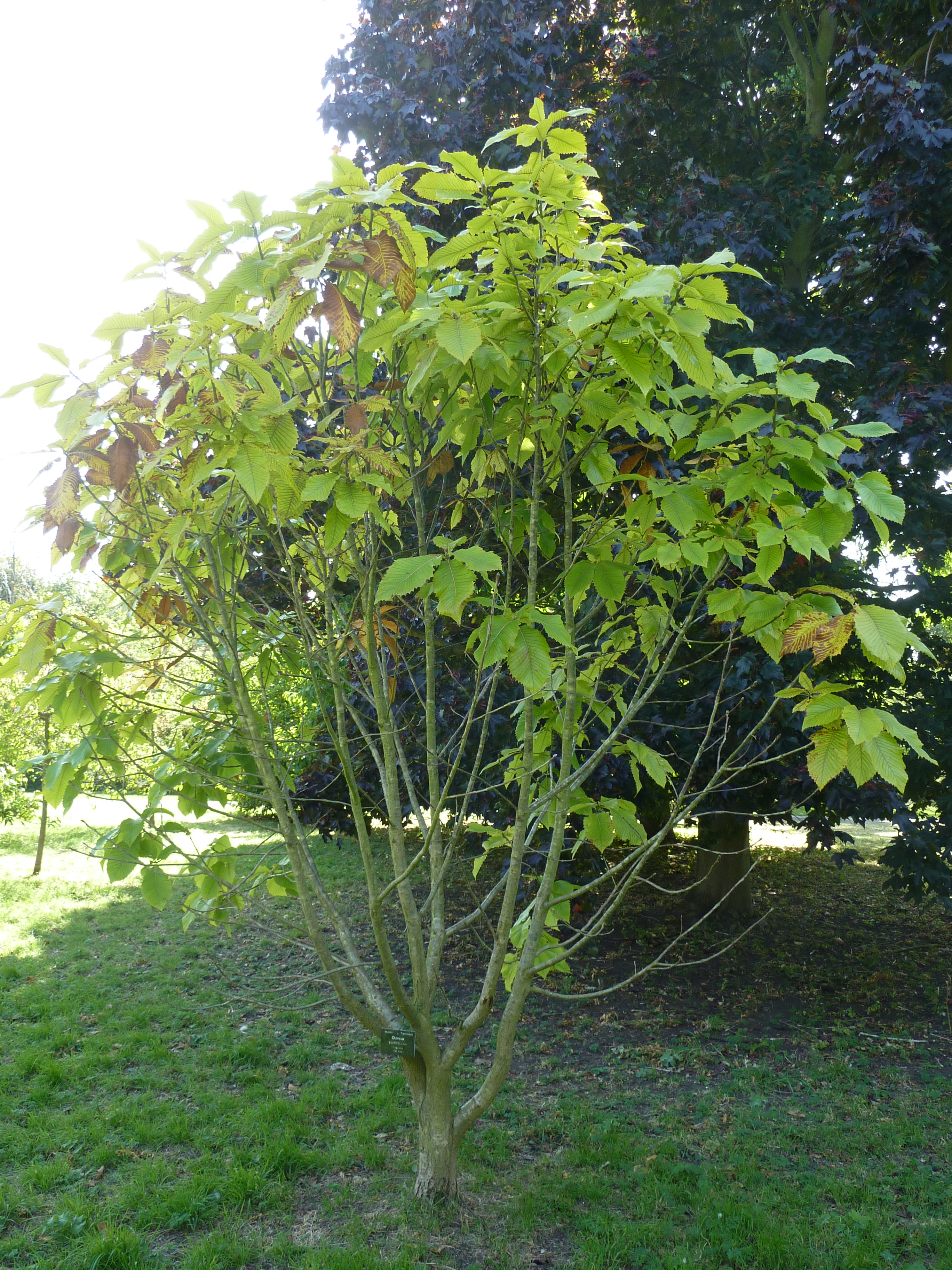
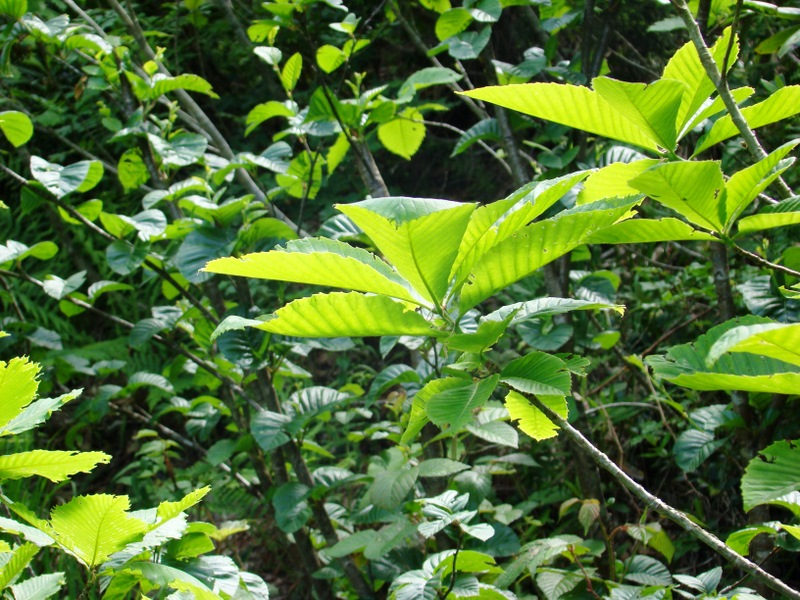
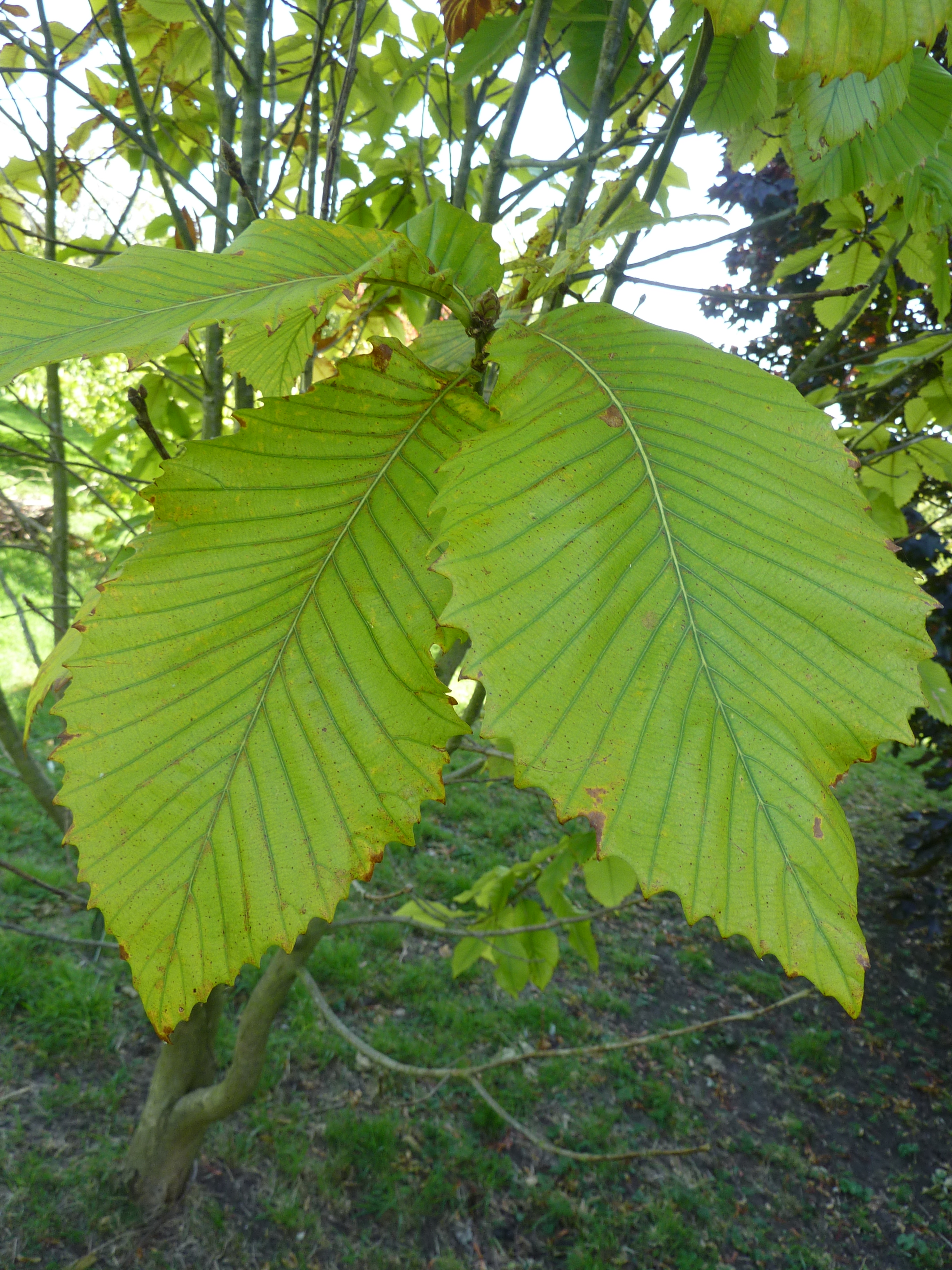